# Marcos Bazílio
Marcos Roberto Pereira Bazílio, mais conhecido como Marcos Bazílio (São Paulo, 18 de agosto de 1976) é um ex-futebolista brasileiro que atuava como volante.
Teve destaque na campanha Campeonato Brasileiro da Série B de 2004 atuando pelo Avaí.

## Carreira

### Jogador
Começou jogando na várzea da Vila Guarani. Foi revelado nas categorias de base do Santos, onde chegou no final do ano de 1990, ainda adolescente, pelas mãos de Lima. Foi o primeiro atleta infantil a residir na Vila Belmiro.
Teve sua primeira oportunidade entre os profissionais em 1995, estreando em 16 de junho, na vitória por 4x0 sobre o XV de Piracicaba no Estádio da Vila Belmiro, pelo Campeonato Paulista.
Só em 1997 se firmou na equipe principal. Ainda assim, disputou a Copa São Paulo de Futebol Junior em 1997 e, naquele mesmo ano, foi Campeão do Torneio Rio-São Paulo.
No primeiro semestre de 1998, foi emprestado ao Iraty para a disputa do quadrangular final do Campeonato Paranaense.
No ano seguinte, foi destaque no título da Copa Conmebol de 1998, onde atuou na grande decisão diante do Rosário Central.
Seu último jogo pelo Santos foi em 17 de novembro de 1999, contra o Grêmio.
No início de 2000, foi emprestado para a Portuguesa Santista, e na sequência, para o Bahia.
Em 2003, disputou a Série B do Campeonato Brasileiro pelo Gama.
Chegou ao Avaí no início de 2004. Sua estreia aconteceu no amistoso diante do Caxias-SC, em 8 de fevereiro de 2004. Completou 100 jogos pelo clube em 15 de julho de 2006 no jogo contra o Atlético Mineiro, em partida válida pelo Campeonato Brasileiro da Série B.
Disputou o Gauchão 2007 pelo Brasil de Pelotas.

### Treinador
Como treinador, passou cinco anos atuando na base da Portuguesa Santista, onde chegou em 2014 ao sub-15, e posteriormente, trabalhou como treinador do Sub-17 do Jabaquara.

## Títulos
Santos
- Copa CONMEBOL: 1998[12]